# لحلاح كوباني
لحلاح كوباني (باللاتينية: Colchicum cupanii) نوع نباتي يتبع جنس اللحلاح من الفصيلة اللحلاحية. سمي تكريما لعالم النبات الصقلي فرانتشسكو كوباني (بالإيطالية: Francesco Cupani)‏.

## الموئل والانتشار
موطنه المغرب العربي وفرنسا واليونان وإيطاليا وألبانيا.

## الوصف النباتي
النبات عشبي معمر. النبات سام كبقية أنواع اللحلاح.